# Benedikt Zöpf
Benedikt Zöpf (* um 1710; † 17. Dezember 1769 in Salzburg) war ein österreichischer Stuckateur im Stil des Rokoko.

## Leben
Benedikt Zöpf stammte wahrscheinlich von einer Künstlerfamilie aus Wessobrunn im Landkreis Weilheim-Schongau in Bayern ab. Sein Geburtsdatum ist unbekannt. Da im Eintrag der Pfarre Mülln kein Alter angegeben ist, ist auch das Geburtsjahr unbekannt. Stadtamhof bei Regensburg war angeblich sein Geburts- oder erster Arbeitsort. Seine Schaffenszeit liegt zwischen 1748 und 1769.

## Werke
- 1731 in der Wallfahrtskirche Heiligenstatt in Lengau in Oberösterreichischen.
- 1748 Deckenstuck des Pfarrkirche St. Valentin (Marzoll) in Bayern.
- 1754 Deckenstuck in der Pfarrkirche St. Georgen bei Salzburg[3]
- 1754 Rokokostuckaturen im Abteitrakt vom Stift St. Peter in Salzburg[3]
- 1758 Fresken an der Außenseite sowie die Rokokoausstattung im Inneren der Kapelle von Schloss Fürstenstein in Berchtesgaden[4]
- 1760/1766 Rokokostuckaturen an den Wänden und im Gewölbe und an der Kanzel der Stiftskirche vom Stift St. Peter in Salzburg[3]
- 1760 Rokokostuckaturen in der Stuba academica der Alten Universität am Universitätsplatz in Salzburg[3]
- 1765 Stuck der Filialkirche Maria Brunneck am Pass Lueg in Golling an der Salzach[3]
- 1765–ca. 1769: Stuckaturen in der Kirche des Augustiner Chorherrenstifts in Höglwörth
- vor 1770 Zarte Rokokostuckaturen in den Gewölben und als Fenstereinfassung in der Filialkirche zum Hl. Michael am Residenzplatz in Salzburg[3]
- vor 1770 Rokokostuckatur im Pfleggericht Mattsee im derzeit unterteilten Saal[3]
- vor 1770 Stuckdecke im Bischofzimmer im Pfarrhof der Pfarrkirche Sankt Veit im Pongau[3]
- Einheitliche Rokokostuckierung der Kapelle der ehemaligen Pfarrhofkapelle Guter Hirte in Obertrum[3][5]

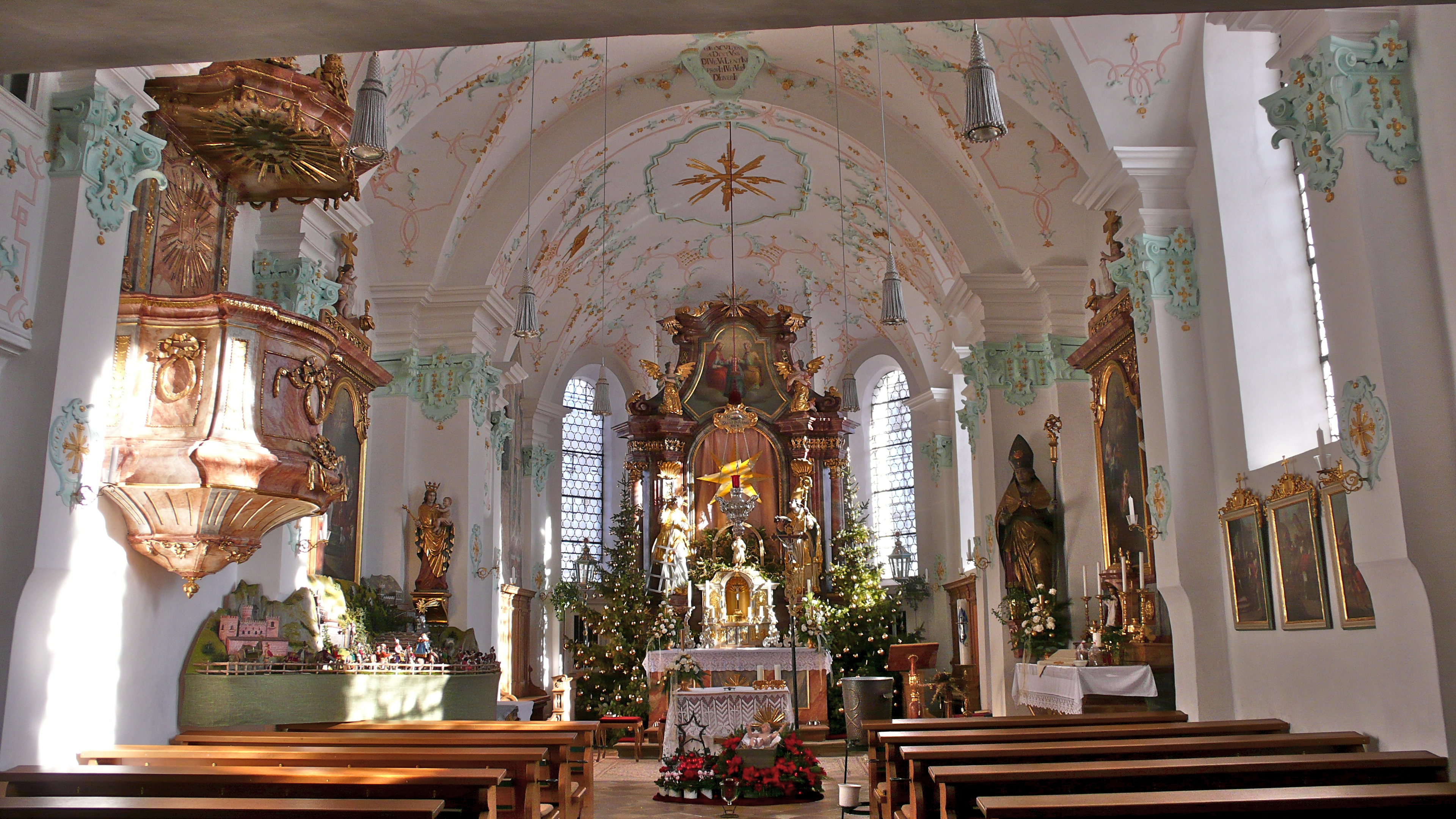
Deckenstuck der Pfarrkirche St. Valentin (Marzoll)
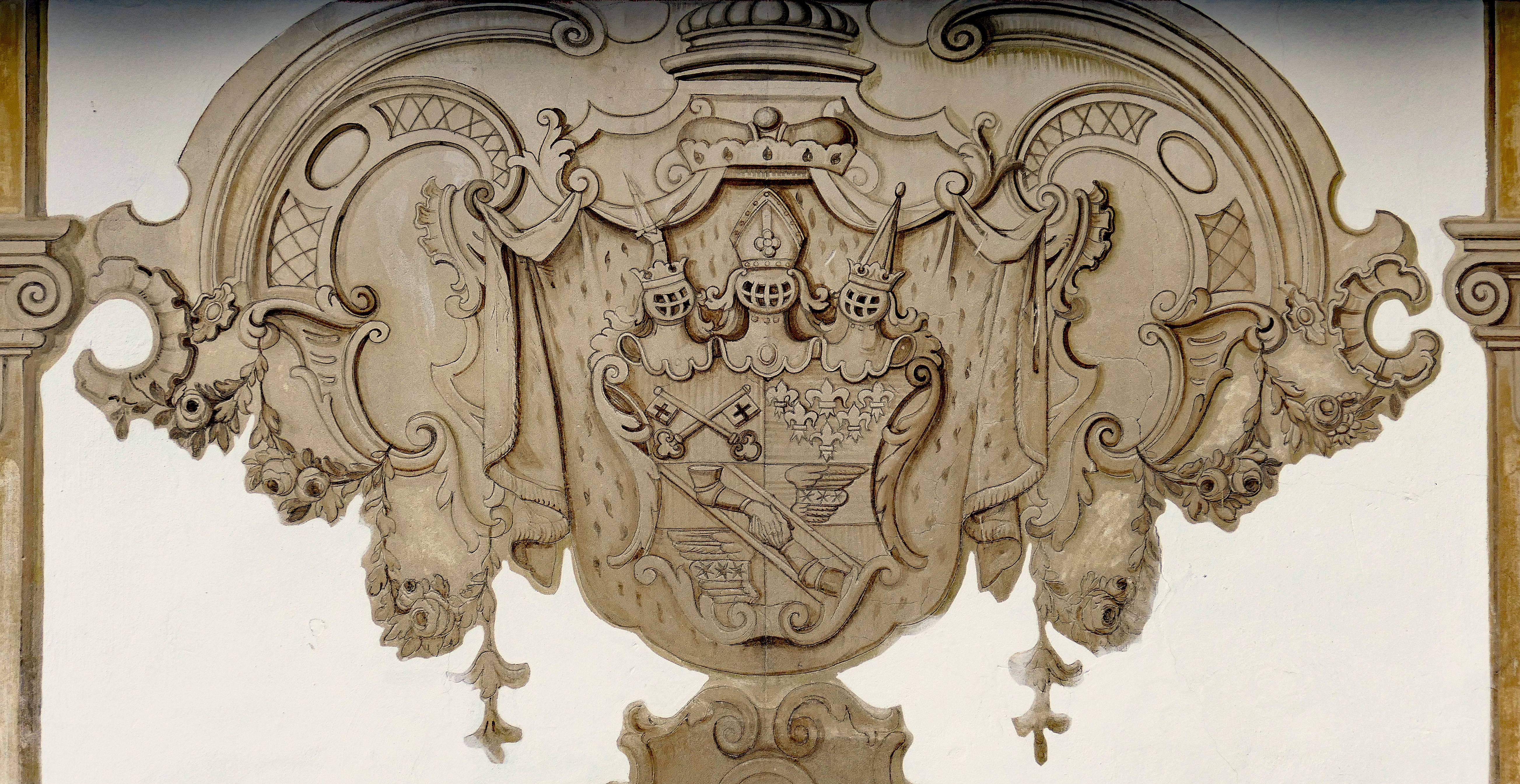
Fresko an der Kapelleaußenseite von Schloss Fürstenstein in Berchtesgaden